# Silene laxantha
Silene laxantha är en nejlikväxtart som beskrevs av Majumdar. Silene laxantha ingår i släktet glimmar, och familjen nejlikväxter. Inga underarter finns listade i Catalogue of Life.